# 京プラス
『京プラス』（きょうプラス）は、2007年4月2日から2011年9月30日までKBS京都テレビで平日夕方に放送されていたローカルワイドニュース番組。

## 概要
前番組『Live5』をリニューアルする形でスタートした。『Live5』では（特に末期においては）報道色が強かったが、この番組では放送開始から1年間はニュースだけでなく、団塊の世代がターゲットのタウン情報やグルメ情報なども伝えていた。しかし、2008年春の改編で放送時間が15分縮小され、以後は『Live5』同様のニュース中心の内容となっていた。
2007年11月14日にスタジオがHD対応設備に更新され、同年12月10日にハイビジョン放送を開始した。2010年7月5日には、アナログ放送ではレターボックスサイズでの放送に変更された。
この番組の最終回をもって、KBS京都平日夕方のローカルワイドニュースは終了した。その後、月曜日から木曜日までは19時台に設けられた55分番組『やのぱんの生活情報部』の中で、金曜日には17:55 - 18:00に放送のミニ番組『京都新聞ニュース』でローカルニュースを伝える形式へと移行した。

## 放送時間
- 月曜日 - 金曜日 17:15 - 17:50 （2007年4月2日 - 2008年3月28日）
- 月曜日 - 金曜日 17:30 - 17:50 （2008年3月31日 - 2011年9月30日）

## 出演者

### キャスター
全員KBS京都アナウンサー。
| 期間                                                                                          | 期間      | 月曜日           | 火曜日           | 水曜日             | 木曜日             | 金曜日             |
| --------------------------------------------------------------------------------------------- | --------- | ---------------- | ---------------- | ------------------ | ------------------ | ------------------ |
| 2007.4.2                                                                                      | 2008.3.28 | 梶原誠、平野智美 | 梶原誠、平野智美 | 梶原誠、平野智美   | 梶原誠、平野智美   | 竹内弘一、平野智美 |
| 2008.3.31                                                                                     | 2010.3.26 | 梶原誠、平野智美 | 梶原誠、平野智美 | 梶原誠、平野智美   | 梶原誠、平野智美   | 平野智美、木村寿伸 |
| 2010.3.29                                                                                     | 2010.10.1 | 梶原誠、遠藤奈美 | 梶原誠、遠藤奈美 | 梶原誠、遠藤奈美   | 平野智美、木村寿伸 | 平野智美、木村寿伸 |
| 2010.10.4                                                                                     | 2011.3.19 | 梶原誠、遠藤奈美 | 梶原誠、遠藤奈美 | 梶原誠、遠藤奈美   | 木村寿伸、遠藤奈美 | 木村寿伸、遠藤奈美 |
| 2011.3.22                                                                                     | 2011.4.1  | 梶原誠、遠藤奈美 | 梶原誠、遠藤奈美 | 木村寿伸、遠藤奈美 | 木村寿伸、遠藤奈美 | 木村寿伸、遠藤奈美 |
| 2011.4.4                                                                                      | 2011.9.30 | 梶原誠、海平和   | 梶原誠、海平和   | 平野智美、木村寿伸 | 平野智美、木村寿伸 | 平野智美、木村寿伸 |
| - 平野は2010年10月から2011年3月まで出産休暇を取って一時降板。その間は遠藤が代役を務めていた。 |           |                  |                  |                    |                    |                    |

### リポーター
| 期間 | 期間      | 月曜日   | 火曜日   | 水曜日   | 木曜日   | 金曜日   |
| --- | --------- | -------- | -------- | -------- | -------- | -------- |
| 2007.4.2 | 2008.3.28 | 遠藤奈美 | 池田淳子 | 遠藤奈美 | 伴真理子 | 遠藤奈美 |
| 2008.3.31 | 2010.3.26 | 遠藤奈美 | 遠藤奈美 | 遠藤奈美 | 遠藤奈美 | 遠藤奈美 |
| - この他にも、平野明子（現・マコーマック明子）が代理リポーターとして出演していたことがある。 - 2008年3月28日までは気象情報担当を兼ねていた。 - 2008年3月31日以降の遠藤は不定期出演。 - 2010年3月29日以降はリポーターの出演が無かった。 |           |          |          |          |          |          |

## 主なコーナー
当初は様々なコーナーを設けていたが、放送時間の縮小を機に大幅に整理し、最終的には「きらり夕刊」のみが残った。なお、下記のコーナー以外にも、不定期にニュース特集を組んでいた。
京都新聞きらり夕刊（2000年1月 - 番組終了）
『夕刊NEWSワイド』時代から続くコーナー。当初は毎日放送されていたが、2008年4月からは「今週のきらり」と題して金曜日のみの放送となり、1週間のニュースを振り返るスタイルとなった。詳しくは当該項を参照。
Play Back 京都（番組開始 - 2009年3月）
番組のオープニングを兼ねたコーナー。過去のニュース映像から京都の様々な出来事を、当時のヒット曲（殆どが洋楽）に乗せて紹介する。
ブツブツ街角リポート（番組開始 - 2008年3月）
毎週一つの商店街をリポーターが訪れ、物々交換をしながら巡り歩くコーナー。月曜日にKBS京都特製エコボールペンからスタートして毎日物々交換をしていき、最終的に金曜日に獲得した商品を視聴者プレゼントにしていた。
バンザイ！シニア同窓会（2007年10月 - 2008年3月、月曜日）
京都府内の学校の同窓会の模様を紹介する。
セカンドライフ（開始 - 2008年3月、月曜日または火曜日）
当初は文字通りセカンドライフを楽しむ人々を紹介するコーナーだったが、2007年10月からはフォークシンガーの北村謙が、北村と同年代で番組放送当時も活躍している人々（主に北村の歌手仲間が多い）にインタビューし、若い頃の思い出話を聞く内容になった。
あまから親父のおあがりやす（番組開始 - 2008年3月、水曜日）
『あまから手帖』編集主幹の門上武司が遠藤を連れ、京都市内のお薦めの飲食店を紹介する。
きょうはどんな日（2010年9月27日 - 終了時期不明）
番組のオープニングを兼ねたコーナーで、放送当日の街頭やイベント会場などで、市民に対し「きょうはどんな日だったか」というテーマでインタビューを行う。

## オープニング・ジングル曲
- Fantastic Plastic Machine 「City Lights」 - ただし、オープニングの冒頭箇所は番組用にアレンジされていた。